# Bognera
Bognera, rod kozlačevki srodan difenbahiji smješten u tribus Spathicarpeae. Od  difenbahije se uglavnom razlikuje po puzavom rizomu. 
B. recondita raste po šumskom tlu u tropskim krajevima Brazila,  na  pjeskovitom tlu prekrivenim slojem lišća i u dubokoj sjeni.
Zimzelena je biljka koja cvate barem u listopadu, svibnju i kolovozu, a vjerojatno cvjeta tijekom cijele godine.

## Sinonimi
- Ulearum reconditum Madison

## Vanjske poveznice
|  | Zajednički poslužitelj ima još gradiva o temi Bognera recondita |
|  | Wikivrste imaju podatke o taksonu Bognera                       |